# John Peter Zenger
John Peter Zenger (26 de octubre de 1697-28 de julio de 1746) fue un impresor y periodista alemán de la ciudad de Nueva York (Estados Unidos). Zenger imprimió The New York Weekly Journal. Fue acusado de difamación en 1734 por William Cosby, el gobernador real de Nueva York, pero el jurado lo absolvió y Zenger se convirtió en un símbolo de la libertad de prensa.
En 1733, Zenger comenzó a imprimir The New York Weekly Journal, que expresaba opiniones críticas con el gobernador colonial, William Cosby. El 17 de noviembre de 1734, por orden de Cosby, el sheriff arrestó a Zenger. Después de que un gran jurado se negara a acusarlo, el fiscal general Richard Bradley lo acusó de difamación en agosto de 1735. Los abogados de Zenger, Andrew Hamilton y William Smith, Sr., argumentaron con éxito que la verdad es una defensa contra los cargos de difamación.

## Primeros años
Peter Zenger nació en 1697, en Rumbach, Palatinado alemán. La mayoría de los detalles de sus primeros años son oscuros. Era hijo de Nicolaus Eberhard Zenger y su esposa Johanna. Su padre era maestro de escuela en Impflingen en 1701. La familia Zenger hizo bautizar a otros niños en Rumbach en 1697 y en 1703 : 1202 y en Waldfischbach en 1706. La familia Zenger emigró a Nueva York en 1710 como parte de un gran grupo de palatinos alemanes, y Nicolaus Zenger fue uno de los que murió antes del asentamiento. : 1123  El gobernador de Nueva York había accedido a proporcionar aprendizajes para todos los hijos de inmigrantes del Palatinado, y John Peter estuvo obligado durante ocho años como aprendiz de William Bradford, el primer impresor de Nueva York. En 1720, estaba asumiendo trabajos de imprenta en Maryland, aunque regresó a Nueva York de forma permanente en 1722. : 1124  Después de una breve asociación con Bradford en 1725, Zenger se estableció como impresor comercial en Smith Street en la ciudad de Nueva York.
El 28 de mayo de 1719, Zenger se casó con Mary White en la Primera Iglesia Presbiteriana de Filadelfia. El 24 de agosto de 1722, el viudo Zenger se casó con Anna Catharina Maul en la Collegiate Church de Nueva York. Fue padre de muchos hijos de su segunda esposa, seis de los cuales sobrevivieron.

## Caso de difamación

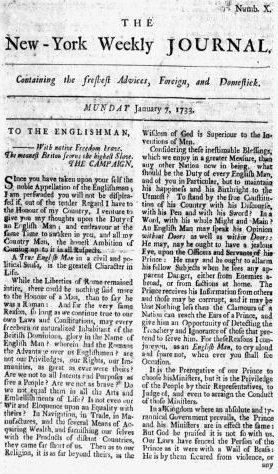
Edición del 7 de enero de 1733 del New-York Weekly Journal

En 1733, Zenger imprimió copias de periódicos en Nueva York para expresar su desacuerdo con las acciones del recién nombrado gobernador colonial William Cosby. A su llegada a la ciudad de Nueva York, Cosby se había sumergido en una enconada disputa con el consejo de la colonia por su salario. Incapaz de controlar la corte suprema de la colonia, destituyó al presidente del Tribunal Supremo Lewis Morris, reemplazándolo con el monárquico James DeLancey. Con el apoyo de miembros del Partido Popular, el New-York Weekly Journal de Zenger continuó publicando artículos críticos con el gobernador real. Finalmente, Cosby emitió una proclama condenando las " diversas reflexiones escandalosas, virulentas, falsas y sediciosas" del periódico.
Zenger fue acusado de difamación. James Alexander fue el primer abogado de Zenger, pero el tribunal lo declaró en desacato y lo inhabilitó, sacándolo del caso. Después de más de ocho meses en prisión, Zenger fue a juicio, defendido por el abogado de Filadelfia Andrew Hamilton y el abogado de Nueva York William Smith, Sr. El caso era ahora una causa célebre, con el interés público en un punto álgido. Rechazado repetidamente por el presidente del tribunal James DeLancey durante el juicio, Hamilton decidió defender el caso de su cliente directamente ante el jurado. Después de que los abogados de ambas partes terminaron sus argumentos, el jurado se retiró, solo para regresar en diez minutos con un veredicto de no culpabilidad.
Al defender a Zenger en este caso histórico, Hamilton y Smith intentaron establecer el precedente de que una declaración, incluso si es difamatoria, no es calumniosa si se puede probar, afirmando así la libertad de prensa en Estados Unidos; sin embargo, los gobernadores reales sucesivos restringieron la libertad de prensa hasta la Revolución de las Trece Colonias. Este caso es la base de la libertad de prensa, no su precedente legal. 
Todavía en 1804, el periodista Harry Croswell perdió una serie de juicios y apelaciones porque la verdad no era una defensa contra la difamación, como decidió la Corte Suprema de Nueva York en People v. Croswell. Fue solo al año siguiente que la asamblea, reaccionando a este veredicto, aprobó una ley que permitía la verdad como defensa contra un cargo de difamación.

### Artículo "Cato"
En la edición del 25 de febrero de 1733 de The New York Weekly Journal hay un artículo de opinión escrito bajo el seudónimo de "Cato". Este fue un seudónimo utilizado por los escritores británicos John Trenchard y Thomas Gordon, cuyos ensayos se publicaron como Cato's Letters (1723). Jeffery A. Smith escribe que "Cato" fue "La principal luminaria de la teoría de la prensa libertaria del siglo XVIII... Las ediciones de Cato's Letters se publicaron y volvieron a publicar durante décadas en Gran Bretaña y fueron inmensamente populares en Estados Unidos". Este artículo les dio a sus lectores una vista previa del mismo argumento que los abogados Hamilton y Smith presentaron 18 meses después en el caso de difamación del gobierno contra Zenger: que la verdad es una defensa absoluta contra la difamación. Las palabras están reimpresas del ensayo de Cato "Reflexiones sobre la difamación":

Un libelo no es menos libelo por ser verdadero... Pero esta doctrina sólo es válida en cuanto a las faltas privadas y personales; y es muy diferente cuando los crímenes de los hombres llegan a afectar al público… Maquiavelo dice: La calumnia es perniciosa, pero la acusación es beneficiosa para un estado; y muestra ejemplos en los que los estados han sufrido o perecido por no tener, o por descuidar, el poder de acusar a grandes hombres que eran criminales, o que se creía que lo eran... sin duda no puede ser más pernicioso calumniar incluso a los hombres buenos que no serlo. capaz de acusar a los enfermos.

## Muerte
Zenger murió en Nueva York el 28 de julio de 1746 y su esposa continuó con su negocio de impresión.

## Legado y honores
Durante la Segunda Guerra Mundial, el barco Liberty SS Peter Zenger fue nombrado en su honor.